# James Simms
James Simms, detto Jimmy (Somerville, 1935 – ...), è stato un mafioso statunitense.
Fu membro della Winter Hill Gang. Fu arrestato con altri membri nel 1980 e mandato alla prigione di Walpole, Massachusetts. Fu rilasciato nel 1987 e da allora non si hanno più notizie di lui.